# 1306 en Angleterre
Chronologie de l'Angleterre
- 1302
- 1303
- 1304
- 1305
- 1306
- 1307
- 1308
- 1309
- 1310

Cette page concerne l'année 1306 du calendrier julien.

## Naissances en 1306
- 4 mai : Aliénor de Winchester, princesse royale
- 23 novembre : John de Bohun, 5e comte de Hereford

## Décès en 1306
- 30 mai : Isabelle de Beauchamp, baronne le Despenser (en)
- 1er juin : Brian Fitzalan, 1er baron Fitzalan
- 17 octobre : Richard de Ferings, archevêque de Dublin (en)
- 6 décembre : Roger Bigot, 5e comte de Norfolk
- Date inconnue :
  - Robert Burghersh, 1er baron Burghersh
  - Simon de Faversham, philosophe